# Hangelarer Heide

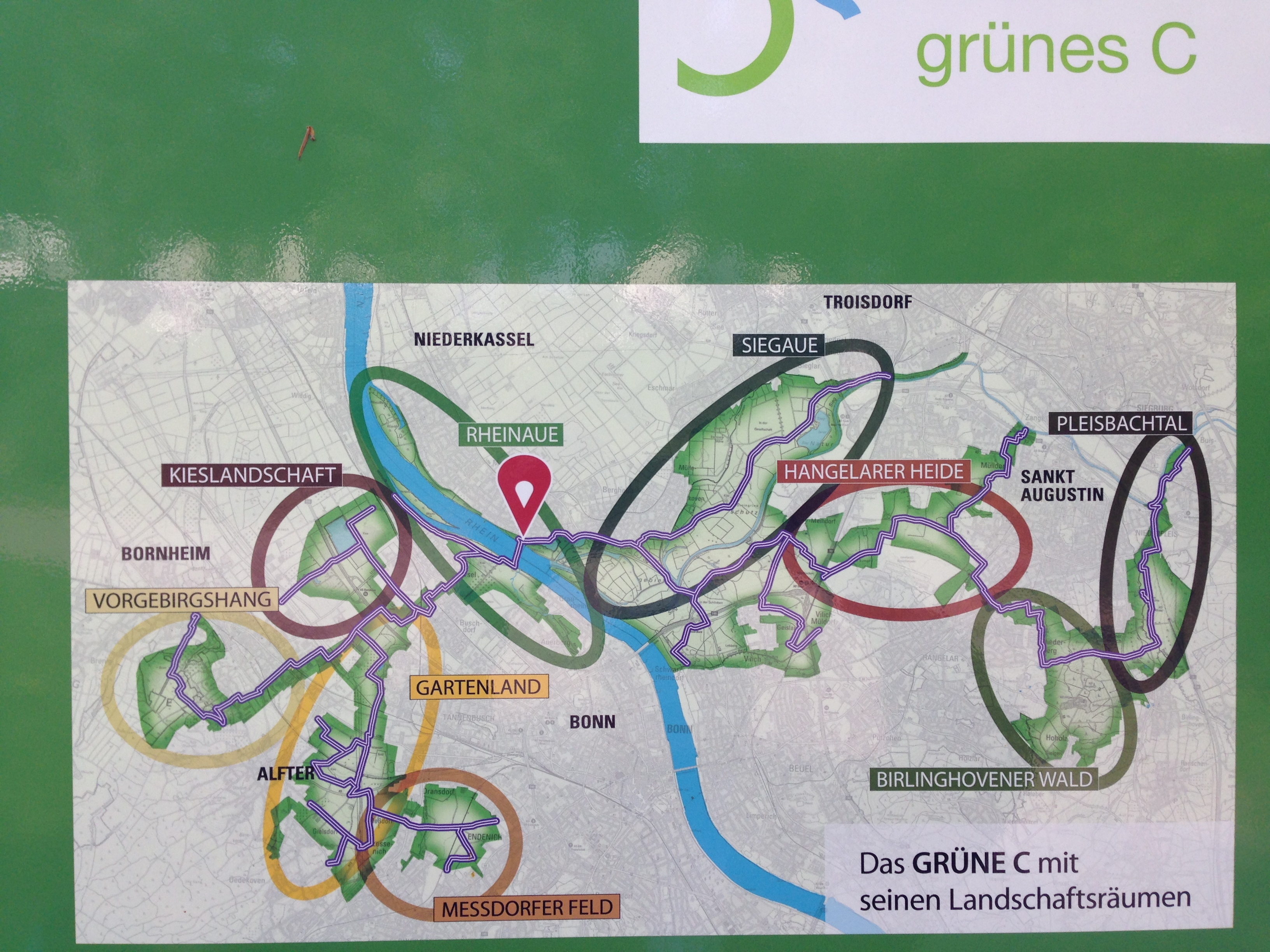
Lage der Hangelarer Heide auf einer Tafel zum Landschaftsprojekt Grünes C

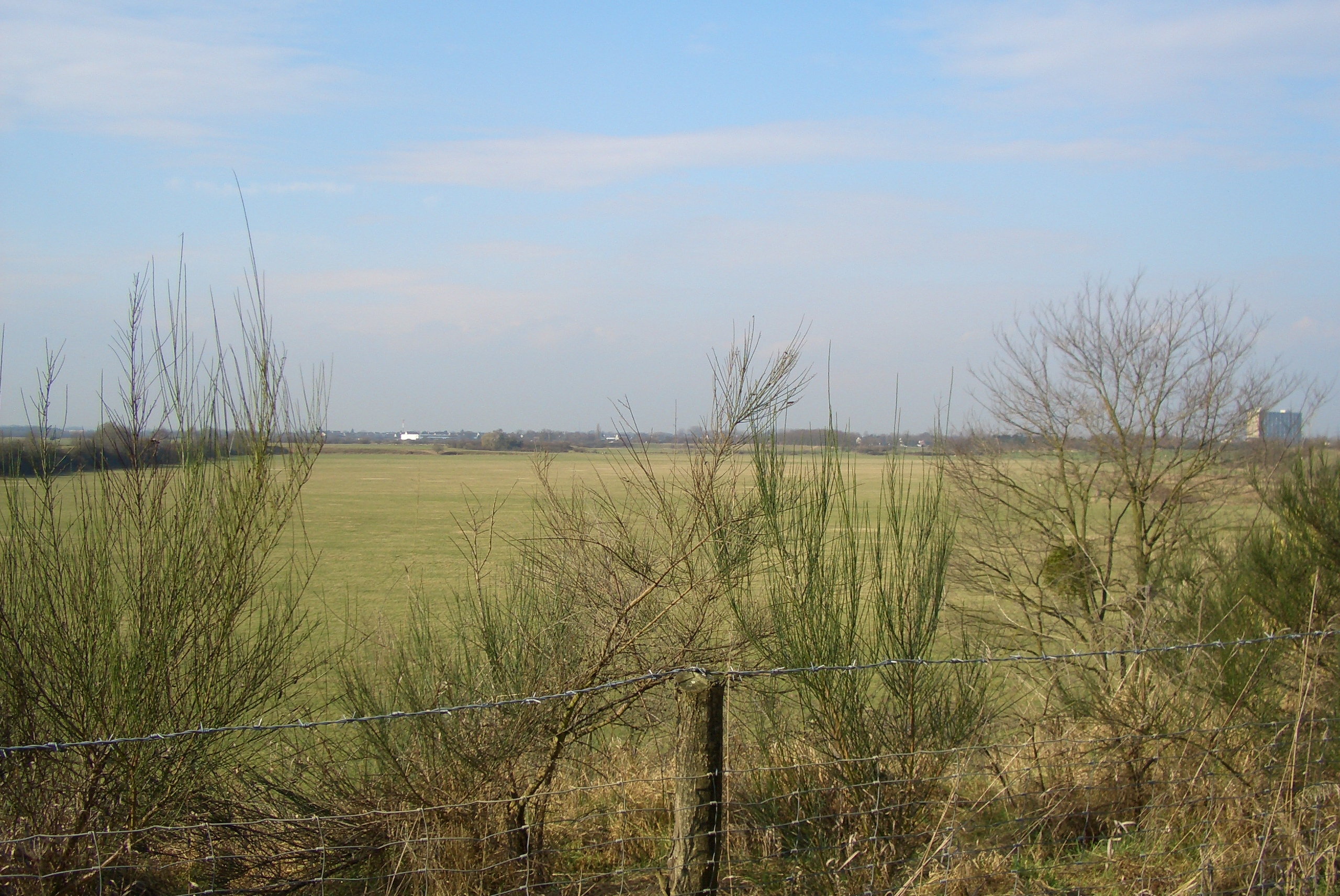
Die „Missionarsgrube“ in der Hangelarer Heide, von Osten gesehen, 2007

Die Hangelarer Heide ist eine naturschutzwürdige Fläche im Bezirk Hangelar der Stadt Sankt Augustin. Der von zahlreichen Straßen (Bundesautobahnen 59, 560 und 565, Bundesstraße 56, Geislarer Straße, Siegstraße sowie Meindorfer Straße) und Besiedlung durchzogene Landschaftsraum erstreckt sich etwa von Sankt Augustin-Ort Richtung Westen bis nach Meindorf, wo er in die Siegaue übergeht. Im Norden wird die Heide von der Ortschaft Menden begrenzt, im Süden liegt der Flugplatz Bonn/Hangelar, dessen Grünflächen auch als Teil der Hangelarer Heide angesehen werden. Das Gebiet ist einer von neun Landschaftsräumen des nordrhein-westfälischen Landschaftsprojektes Grünes C. Die Heide gehört zu den größten offenen Freiflächen im Ballungsraum Köln/Bonn. Die Hangelarer Heide ist ein bedeutendes Biotop für seltene Pflanzen- und Tierarten.

## Struktur und Geschichte
Der als Hangelarer Heide bezeichnete Raum gehört geologisch zur etwa anschließenden Bergischen Heideterrasse, und damit zum Großraum Wahner Heide. Das Gelände besteht aus einer Vielzahl unterschiedlicher Teilstücke: einem Flugplatzgelände, landwirtschaftlich genutzten Flächen, ehemaligen Kies- und Sandgruben sowie anderen Angrabungsflächen, Offenland und mageres Grünland. Charakteristisch für die hier vorhandenen Biotope sind die mageren Flugsandböden, auf denen sich kleinblütige Pflanzen ansiedeln konnten sowie die aus den in den früheren Abbaugebieten entstandenen Feuchtbiotope (Bergmann-, Deutag- und Missionarsgrube). Der Einsatz von Schafherden und Hochlandrindern hält den Bewuchs kurz, so dass der Raum offen und weit bleibt – wichtig für größere und Zugvögel. Die andauernde Entwaldung auf und um das Flughafenareal führte ebenfalls zu der besonderen vegetativen Entwicklung des Heidegeländes. Die Entstehung des artenreichen Naturraums wurde auch von den hier durchgeführten Ausgleichsmaßnahmen für Bauprojekte im Stadtgebiet unterstützt.
Die Heide wurde Anfang des 20. Jahrhunderts als rechtsrheinischer Standortübungsplatz der Bonner Garnison von preußischen Truppen (z. B. dem Husaren-Regiment „König Wilhelm I.“) genutzt. Später kamen neben landwirtschaftlicher Verwendung die Nutzung als Fluggelände und als Abbaufläche dazu. Der Umfang des Naturraumes schrumpfte nach dem Krieg wegen zunehmender Ausdehnung angrenzender Ortschaften und gewerblicher Nutzung sowie dem Autobahn- und Straßenbau. Eine Protestaktion des Bundes für Umwelt und Naturschutz Deutschland gegen eine Abschlussmesse im Rahmen des Weltjugendtages 2005 rückte die Bedeutung der Hangelarer Heide als Naturraum in das öffentliche Bewusstsein. Als Reaktion auf die geplante Großkundgebung entstand im April 2004 die Schutzgemeinschaft Hangelarer Heide als Zusammenschluss aus acht Vereinen und Gruppen, die dauerhaft die Sicherstellung der gesamten Fläche zum Zwecke einer späteren Naturschutzgebiet-Ausweisung anstrebt.
Im Zusammenhang mit dem Naturraum Hangelarer Heide stehen weitere Flächen in der Umgebung, z. B. die ehemaligen Kiesgruben westlich von Hangelar, für die teilweise bereits Sicherstellungserklärungen als Geschützter Landschaftsbestandteil vorliegen.

## Pflanzen- und Tierbestand
Im Jahr 2004 wurden auf dem Gebiet der Hangelarer Heide 45 Pflanzenarten, 6 Pflanzengesellschaften und 94 Tierarten nachgewiesen, die 1999 in der von der Landesanstalt für Ökologie, Bodenordnung und Forsten NRW herausgegebenen „Roten Liste“ als gefährdet eingestuft wurden.
Neben anderen wachsen hier Wilde Malve, Eselsdistel, Heide-Nelken, Kreuzblümchen, Hornklee und Zitronenthymian. Die Heide ist Lebensraum für eine große Anzahl an verschiedenen Sperlingsvögeln wie Feldlerche, Wiesenpieper, Schwarzkehlchen, Haubenlerche, Nachtigall, Kohlmeise, Amsel, Singdrossel, Mönchs-, Dorn- und Klappergrasmücke, Rauch- u. Mehlschwalbe, Goldammer, Hänfling, Haussperling, Heckenbraunelle, Zilpzalp, Fitis, Grünfink, Braunkehlchen, Buchfink, Zaunkönig, Schafstelze, Gartengrasmücke oder Neuntöter. Daneben leben hier Gänse und Schreitvögel (Fischreiher, Nilgans und Stockente), Regenpfeiferartige und Seglervögel wie Kiebitz und Mauersegler. In der Heide ausruhende Zugvögel auf Durchzug sind Weißstörche und Kraniche. Hühner- und Taubenvögel wie Rebhuhn und Ringeltaube und Greif- und Rabenvögel (Schwarz- und Rotmilane, Baumfalken, Wespenbussarde und  Turmfalke, Rabenkrähe und Elster) sind ebenfalls anzutreffen. Auf Trockenbiotopen leben Insekten wie Weinhähnchen und Gottesanbeterin, verschiedene Wildbienen und Heuschrecken, die Feuchtbiotope ziehen Kreuz- und Wechselkröten an. Weitere Bewohner der Heide sind Feldhasen und Zauneidechsen.